# Museo de Artes Aplicadas de Colonia
El Museo de Artes Aplicadas de Colonia (en alemán: Museum für Angewandte Kunst Köln, sigla MAKK) es un museo de artes decorativas ubicado en Colonia, Alemania. Las colecciones incluyen joyas, porcelana, mobiliario, armamento o láminas arquitectónicas. Hasta 1987 llevó el nombre de Kunstgewerbemuseum (literal, Museo de Arte Decorativo).

## Historia

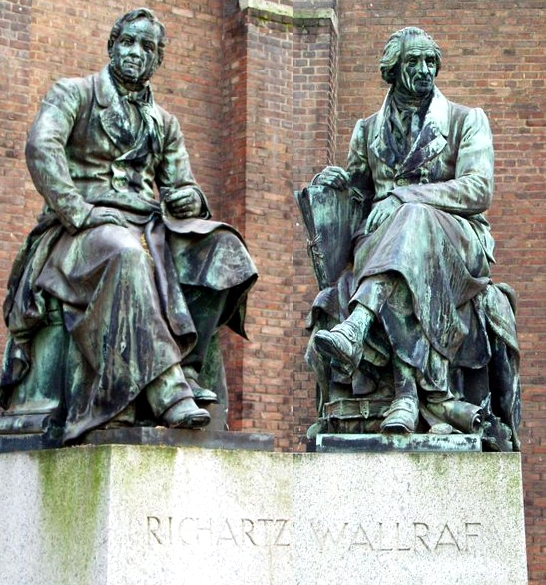
Estatuas de Johann Heinrich Richartz y Ferdinand Franz Wallraf ante el museo (fotomontaje).

La ciudad de Colonia decidió fundar un museo de artes aplicadas en 1888. El núcleo original de la exposición procedía de las colecciones de Ferdinand Franz Wallraf (1748–1824) y Matthias Joseph de Noël (1782–1849), aunque la selección pronto creció a través de donaciones. La sede original del museo fue un edificio neogótico en Hansaring, construido en 1900, pero destruido por las bombas en 1943.
Desde 1989 el museo ha tenido una ubicación permanente en el antiguo edificio de los museos Wallraf-Richartz y Museum Ludwig a Un-der-Rechtschule, construido por Rudolf Schwarz y Josef Bernhard entre 1953 y 1957.

## Edificio
El edificio Schwarz-Bernhard, de ladrillo rojo, se levanta en el emplazamiento de un antiguo monasterio conventual, la forma del cual todavía es trazada por la planta y el patio interior cuadrado. La Minoritenkirche del gótico tardío al costado sur todavía sobrevive. La pared del patio interior del costado norte ha quedado casi totalmente vidriada, actuando como "escaparate" del museo. Una antecámara baja y modesta conduce al vestíbulo de entrada y la escala central del museo.

## Colecciones
El museo tiene una gran colección (más de 100.000 piezas)  de artes aplicadas europeas desde el siglo X hasta la actualidad. Está ordenado cronológicamente por épocas e incluye muebles, alfombras decorativas, pequeñas esculturas, enseres de comedor, artículos de lujo y objetos decorativos. Para preservarla, la colección textil solo se muestra en exposiciones especiales a corto plazo. 

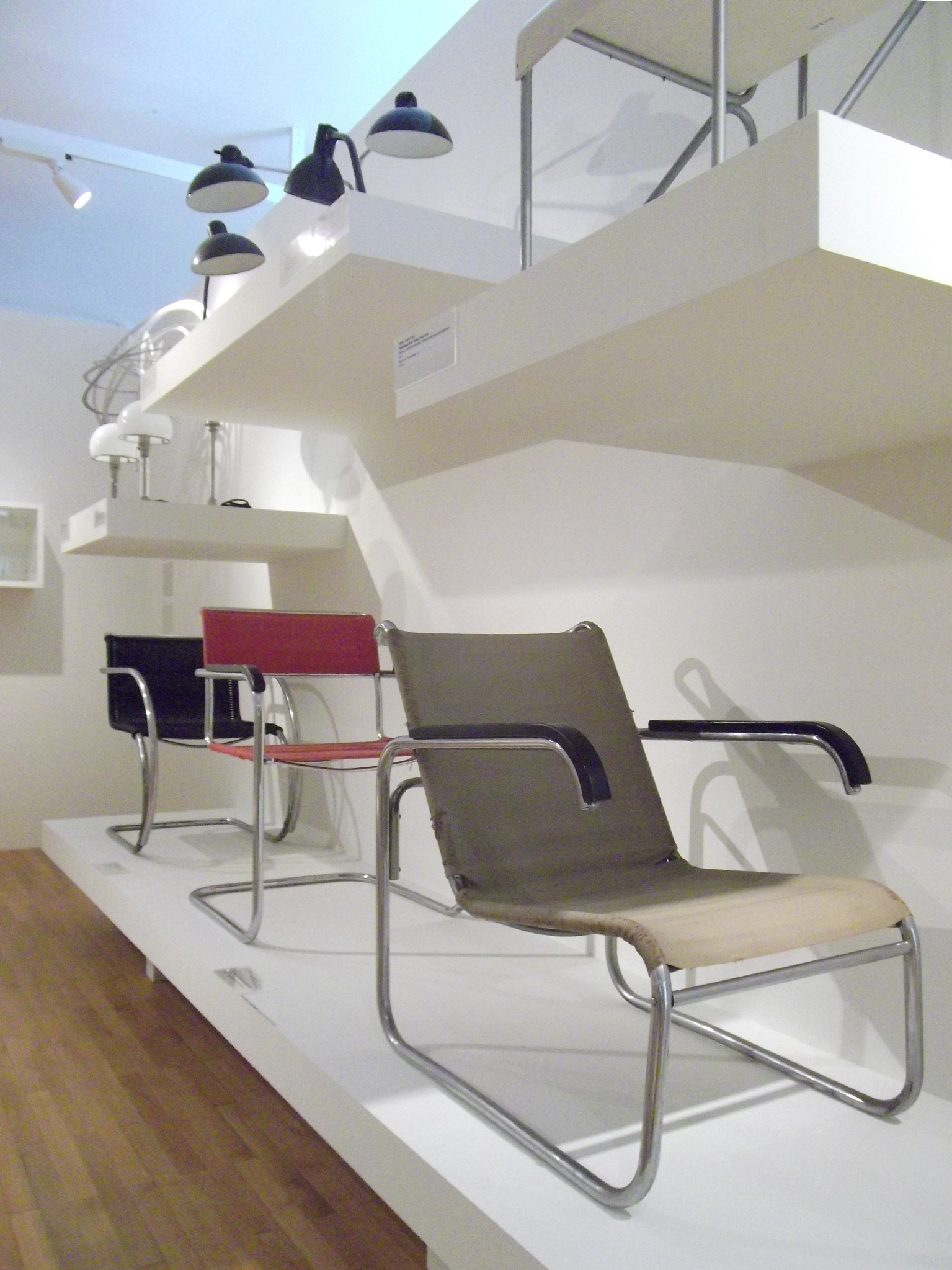
Mobiliario de De Stijl y Bauhaus en el MAKK

El museo es particularmente sabido por su colección de diseño moderno.  Una exposición de diseño de siglo XX, creó por el Vitra Museo de Diseño de Weil soy Rhein dentro de 2008, es extendido a través de dos pisos de uno de las alas. Presenta una presentación temática y cronológica de mobiliario, luces, teléfonos, televisiones, cámaras, radios y elementos de casa, por los diseñadores que incluyen Ray Eames, Dieter Rams, Frank Lloyd Wright, Philippe Starck, Ettore Sottsass y Joe Colombo. Estos se exhiben junto a obras de artes visuales de creadores como Vasili Kandinski, Victor Vasarely, Jesús Rafael Soto, Piet Mondrian y Günther Uecker, para mostrar las relaciones históricas entre arte y diseño.
Algunas de las exposiciones individuales más destacadas fueron:
- Tilman Riemenschneider (1495)
- Allegory of the Region of Africa (pre-1742)
- Chinería del taller de David Roentgen (1777–78)
- Gerrit Rietveld: Rood-blauwe Stoel (1918)
- Piet Mondrian: Composition III  (1920)
- Marcel Breuer: Liege (1936)
- Ettore Sottsass, del Grupo Memphis: Carlton (1981)
- Naoto Fukasawa: CD-Player (1999)

El museo también acoge exposiciones provisionales especiales.